# BSWW Mundialito 2005
Navigation
2004 2006
Le BSWW Mundialito 2005 est la 10e édition de la compétition. Elle se déroule en 9-14 août 2005 à Portimão (Portugal) et voit la 8e victoire de l'équipe du Brésil.

## Participants
- Argentine
- Brésil
- Espagne
- France
- Pays-Bas
- Portugal
- Ukraine
- Uruguay

## Contexte
Trois mois plus tôt, le Brésil perd pour la première fois une finale de Coupe du monde. En effet, la France s'impose sur la plage de Copacabana à Rio de Janeiro.

## Déroulement
Les huit équipes sont réparties en deux groupes au sein desquels le format tournoi toutes rondes est appliqué. Une fois le classement établit, les deux premiers rencontrent les équipes arrivées seconde de l'autre poule, ce qui constitue les demi-finales.

## Compétition

### Phases de groupe

#### Groupe A
Dès la première journée, Jorginho et consorts frappent fort en écrasant l'Espagne (8-0). La France s'impose, avec un peu de difficulté tout de même pour les nouveaux Champions du Monde, face à l'Argentine (6-5). Après un second round négocié sans encombre par les favoris, vient dans l'ultime opus du premier tour un alléchant France-Brésil. Les Auriverdes ne laissent que très peu d'espoirs à une équipe de France bien obligée d'admettre la suprématie de son adversaire (7-5).
| Rang | Équipe    | Pts | J | G | N | P | Bp | Bc | Diff |  | Résultats (▼ dom., ► ext.) |   |     |     |     |
| ---- | --------- | --- | - | - | - | - | -- | -- | ---- |  | -------------------------- | - | --- | --- | --- |
| 1    | Brésil    | 9   | 3 | 3 | 0 | 0 | 23 | 8  | +15  |  | Brésil                     |   | 7-5 | 8-0 | 8-3 |
| 2    | France    | 6   | 3 | 2 | 0 | 1 | 18 | 14 | +4   |  | France                     | - |     | 7-2 | 6-5 |
| 3    | Espagne   | 3   | 3 | 1 | 0 | 2 | 7  | 16 | -9   |  | Espagne                    | - | -   |     | 5-1 |
| 4    | Argentine | 0   | 3 | 0 | 0 | 3 | 9  | 19 | -10  |  | Argentine                  | - | -   | -   |     |

#### Groupe B
| Rang | Équipe   | Pts | J | G | N | P | Bp | Bc | Diff |  | Résultats (▼ dom., ► ext.) |   |     |     |     |
| ---- | -------- | --- | - | - | - | - | -- | -- | ---- |  | -------------------------- | - | --- | --- | --- |
| 1    | Portugal | 9   | 3 | 3 | 0 | 0 | 14 | 5  | +9   |  | Portugal                   |   | 4-2 | 3-1 | 7-2 |
| 2    | Ukraine  | 3   | 3 | 1 | 0 | 2 | 14 | 16 | -2   |  | Ukraine                    | - |     | 6-5 | 6-7 |
| 3    | Uruguay  | 3   | 3 | 1 | 0 | 2 | 11 | 12 | -1   |  | Uruguay                    | - | -   |     | 5-3 |
| 4    | Pays-Bas | 2   | 3 | 1 | 0 | 2 | 12 | 18 | -6   |  | Pays-Bas                   | - | -   | -   |     |

L'Ukraine se qualifie grâce à sa victoire sur son adversaire direct, l'Uruguay, lors du match qui les a opposé.

### Demi-finales
Le premier tour confirme la puissance des trois grands (Brésil, France, Portugal) et la montée progressive de l'Ukraine. En demi-finales, si le Brésil s'attend à ne pas trop souffrir face à d'encore tendres Ukrainiens, l'autre rencontre de la journée donnait au public portugais l'occasion de voir les siens effacer l'affront de Copacabana. Trois mois presque jour pour jour après la finale de la Coupe du monde 2005 perdue aux tirs au but par la Selecçao, les hommes de Zé Miguel ont à cœur cette fois de ne pas laisser jouer la France. Des demi-finales placées sous le signe de la confirmation avec deux faciles victoires du Brésil (8-1) et du Portugal (7-3).
| Demi-finale 1 | Brésil | 8 – 1 | Ukraine |  |  |
|               |        |       |         |  |  |

| Demi-finale 2 | Portugal | 7 – 3 | France |  |  |
|               |          |       |        |  |  |

#### 3eplace
À Portimão, les Bleus d'Éric Cantona doivent finalement se contenter d'une troisième place (après avoir battu l'Ukraine 7-6) à la fois logique eu égard à leur rang, mais décevante pour un nouveau champion du monde.
| Match pour la 3e place | France | 7 – 6 | Ukraine |  |  |
|                        |        |       |         |  |  |

### Finale
En finale, les Auriverdes font parler leur armada offensive pour remporter ce dixième Mundialito (9-4).
| Finale | Brésil | 9 – 4 | Portugal |  |  |
|        |        |       |          |  |  |

## Récompenses individuelles
- Meilleur joueur :  Madjer
- Meilleur buteur :  Madjer - 12 buts
- Meilleur gardien :  Pierre - 94,4 %